# Halskæde
 For alternative betydninger, se Kæde.
En halskæde er et smykke der bæres om halsen.
Halskæder kan være lavet af mange forskellige materialer – f.eks. perler, sølv eller guld.
Halskæden har spillet en central rolle som et personligt og kulturelt symbol gennem historien. Fra de tidligste civilisationer til i dag, har halskæder været brugt til at udtrykke identitet, status og personlige værdier.

## Halskædens oprindelse
De første halskæder kan spores tilbage til stenalderen, hvor de primært var fremstillet af naturmaterialer som sten, knogler, fjer og skaller. Disse tidlige smykker var ikke kun dekorative, men også vigtige religiøse og spirituelle symboler.

## Udviklingen gennem tid og kulturer
I gamle civilisationer som Egypten, Grækenland og Romerriget, blev halskæder fremstillet af ædle metaller og sten, hvilket var et tegn på magt og status. I middelalderen blev de en integreret del af den europæiske adelige dragt. Denne udvikling afspejler hvordan halskæder altid har været et middel til at udtrykke kulturelle og sociale identiteter. Disse oplysninger understøttes af Joan Evans i hendes værk "A History of Jewellery, 1100-1870" og af Graham Hughes i "The Art of Jewelry: A Reference to Its History."

## Halskæden i moderne tider
Med fremkomsten af nye design og materialer i det 20. århundrede, blev halskæder et vigtigt element i personlig stil og mode. Tendensen med personliggjorte smykker afspejler denne udvikling, hvor individuelle historier og værdier kan udtrykkes gennem unikke designs og materialer. .

## Personlig udsmykning
Personlig udsmykning gennem halskæder er blevet et væsentligt udtryk for individualitet i det moderne samfund. Ved at vælge specifikke designs, materialer og symboler, kan bæreren fremhæve og forstærke deres personlighed. Dette er især tydeligt i nutidens tendens med personlige smykker, hvor halskæder designes til at afspejle individuelle historier, værdier eller endog forbindelser til nære personer. Dette aspekt af halskæden som et personligt statement understreger dens evige relevans som mere end blot en accessory, men som et dybdegående udtryk for den personlige identitet.